# Sadick Adams
Sadick Adams (Tamale, 1 de enero de 1990) es un exfutbolista ghanés que jugaba de delantero. Fue internacional con la selección de su país, tanto a nivel juvenil como a nivel absoluto. Aunque inicialmente fue considerado como un jugador de mucha proyección, su carrera se desarrolló mayormente en clubes de África y Asia.

## Carrera
Adams fue reconocido por la revista World Soccer Magazine como uno de los 50 jugadores jóvenes más prometedores del planeta en noviembre de 2007, posicionándolo por delante de Sergio Agüero, Gareth Bale, Karim Benzema, Toni Kroos, Mesut Özil y otras futuras estrellas.
Ese mismo mes el club español Atlético de Madrid le ofreció un precontrato al ghanés para que se incorporara a la entidad a partir de enero del año siguiente, luego de cumplir los 18 años. Si bien la operación se concretó y Adams empezó a jugar en el Atlético de Madrid B, el Étoile Sportive du Sahel de Túnez elevó una queja ante la FIFA denunciando que su incorporación al club español violaba el acuerdo al que previamente el jugador había llegado con ellos. En consecuencia, en mayo de 2009, la FIFA obligó a Adams a otorgarle una compensación monetaria a los tunecinos y lo suspendió durante cuatro meses para educarlo sobre la importancia de respetar las obligaciones contractuales.
Aunque se esperaba que el jugador africano continuase su carrera en España, a comienzos de diciembre de 2009 lo enviaron a Serbia para sumarse al Vojvodina de la Superliga de Serbia. El plan inicial era permanecer, al menos, los siguientes cuatro años en ese club, pero tras disputar solamente 9 partidos rescindió el contrato. 
Convertido en jugador libre, en mayo de 2010 firmó nuevamente con el Étoile Sportive du Sahel. A partir de entonces su carrera perdería su proyección en el fútbol europeo, pasando a jugar en su lugar mayormente en clubes del mundo árabe y de su país. También registró experiencias en Chipre del Norte y en Bangladés.

## Selección nacional
En 2007 jugó con las selecciones de fútbol de Ghana Sub-17 y Sub-20, destacándose especialmente en la Copa Mundial de Fútbol Sub-17 disputada ese año en Corea del Sur, donde su equipo finalizó en la cuarta posición.
Volvió a ser convocado para actuar con el equipo nacional en la clasificación al Campeonato Africano Sub-23 de 2011.
Su debut con la selección absoluta se produjo en 2017.

## Clubes
| Club                     | País           | Año         |
| ------------------------ | -------------- | ----------- |
| Ashanti Gold SC          | Ghana          | 2007        |
| Atlético de Madrid B     | España         | 2008−2009   |
| Vojvodina                | Serbia         | 2009−2010   |
| Étoile Sportive du Sahel | Túnez          | 2010        |
| ES Hammam-Sousse         | Túnez          | 2011        |
| Al-Ansar Medina          | Arabia Saudita | 2011 - 2012 |
| Berekum Chelsea          | Ghana          | 2012 - 2013 |
| Saham Club               | Omán           | 2013        |
| Al-Nahda                 | Arabia Saudita | 2014        |
| Al-Fayha                 | Arabia Saudita | 2014 - 2015 |
| Berekum Chelsea          | Ghana          | 2015 - 2016 |
| Türk Ocağı               | Chipre         | 2016        |
| Berekum Chelsea          | Ghana          | 2017        |
| Asante Kotoko            | Ghana          | 2017 - 2019 |
| Shabab El Bourj SC       | Líbano         | 2019 - 2020 |
| Arambagh KS              | Bangladés      | 2020 - 2021 |